# 마히샤수라
마히샤수라(산스크리트어: महिषासुर, IAST: Mahiṣāsura)는 힌두교의 소 아수라이다. 그는 힌두 문학에서 변신술로 사악한 길을 추구한 기만적인 악마로 묘사된다. 마히샤수라는 아수라 람바의 아들이자 마히시라는 이름의 버팔로 여악마의 형제였다. 그는 결국 여신 두르가에게 그녀의 트리슐라 (삼지창)에 의해 살해되었고, 그 후 두르가는 마히샤수라마르디니("마히샤수라를 죽인 자")라는 칭호를 얻었다. 마히샤수라는 가자수라라는 아들을 두었다.
나바라트리("아홉 밤") 축제는 마히샤수라와 두르가의 전투를 찬양하며, 그의 궁극적인 패배를 축하하는 비자야다샤미로 절정에 이른다. 이 "선이 악을 이긴다"는 이야기는 힌두교, 특히 샤크티파에서 깊은 상징성을 지니며, 많은 남아시아 및 동남아시아 힌두 사원에서 데비 마하트미야로부터 서술되고 재연된다.
아디 샹카라의 마히샤수라 마르디니 스토트라는 그녀의 전설을 기념하기 위해 쓰여졌다.

## 전설
마히샤수라는 "버팔로"를 의미하는 마히샤와 "악마"를 의미하는 아수라로 구성된 산스크리트어로, "버팔로 악마"로 번역된다. 아수라로서 마히샤수라는 데바들과 영원히 갈등했기 때문에 데바들과 전쟁을 벌였다. 마히샤수라는 어떤 남자도 자신을 죽일 수 없다는 축복을 받았다. 데바와 악마(아수라) 간의 전투에서, 인드라가 이끄는 데바들은 마히샤수라에게 패배했다. 패배를 겪은 데바들은 산에 모여 그들의 결합된 신성한 에너지가 여신 두르가로 합쳐졌다. 새로 태어난 두르가는 사자를 타고 마히샤수라와 전투를 벌여 그를 죽였다. 그 후 그녀는 마히샤수라의 살인자라는 뜻의 마히샤수라마르디니로 불렸다. 락슈미 탄트라와 나라다 푸라나에 따르면, 마히샤수라를 즉시 죽이는 것은 여신 락슈미이며, 그녀의 위업을 칭송하면 영원한 패권을 얻을 수 있다고 묘사된다.
마히샤수라의 전설은 마르칸데야 푸라나의 일부인 샤크티파 전통의 주요 경전인 데비 마하트미야에 전해진다. 마히샤수라의 이야기는 마르칸데야가 사바르니카 마누의 탄생 이야기를 서술하는 장에서 전해진다. 마르칸데야 푸라나에 따르면, 마히샤수라의 이야기는 두 번째 만반타라 (대략 13억 년 전, 비슈누 푸라나에 따르면)에 마하리시 메다가 수라타라는 왕에게 서술했다. 마히샤수라는 겉모습은 변할 수 있지만 악마적인 목표는 결코 변하지 않는 사악한 존재로 묘사된다. 크리스토퍼 풀러에 따르면, 마히샤수라는 겉모습에 의해 숨겨진 무지와 혼돈의 힘을 나타낸다. 이 상징성은 남아시아와 동남아시아 (예: 자바 예술)에서 발견되는 힌두 예술에 나타나는데, 여기서 두르가는 평온하고, 차분하며, 고요하고, 우아한 선의 상징으로 묘사되며, 겁먹고, 압도당하고, 속수무책인 마히샤수라의 심장을 꿰뚫고 그를 죽인다.

## 예술
두르가가 마히샤수라를 죽이는 것은 인도 전역의 다양한 동굴과 사원에서 조각된 주요 테마이다. 주요 묘사 중 일부는 마하발리푸람의 마히샤수라마르디니 동굴, 엘로라 석굴, 라니 키 바브 입구, 할레비두의 호이살레스와라 사원 및 인도 전역의 더 많은 사원에서 볼 수 있다. 비하르주, 서벵골주, 자르칸드주, 오디샤주 및 기타 동부 주에서 두르가 푸자 기간 동안 두르가 숭배는 두르가가 마히샤수라를 죽이는 것을 묘사한 판달에서 나타난다. 마히샤수라의 전설은 영화, 연극, 무용극에도 영감을 주었다.

## 마이소르의 어원
대중적인 전설은 마이소르 (마히쇼루)가 여신 두르가의 현현인 마히샤수라마르디니에서 그 이름을 얻었다는 것이다. 지역 전통에 따르면, 버팔로 악마 마히샤수라가 지역 주민들을 공포에 떨게 했다고 한다. 여신 두르가 (차문데슈와리)가 차문디 언덕 꼭대기에서 마히샤수라를 죽였다고 믿어진다. 그 장소는 마이소루에 차문데슈와리 사원으로 지어졌으며, 이 사건은 매년 나바라트리와 마이소루 다사라에서 기념된다. 인도의 영국 시대에는 이름이 "마이소르"로 바뀌었고 나중에 칸나다어로 다시 "마이소루"로 바뀌었다.
도시의 수호신인 차문데슈와리 사원에는 도시를 향한 언덕에 마히샤수라의 거대한 동상이 있다. 마이소르에 대한 가장 초기 기록은 기원전 245년, 즉 아소카 시대, 제3차 불교 회의가 끝난 후 팀이 마히샤 만달라로 파견되었을 때로 거슬러 올라간다.

## 산탈족의 서사

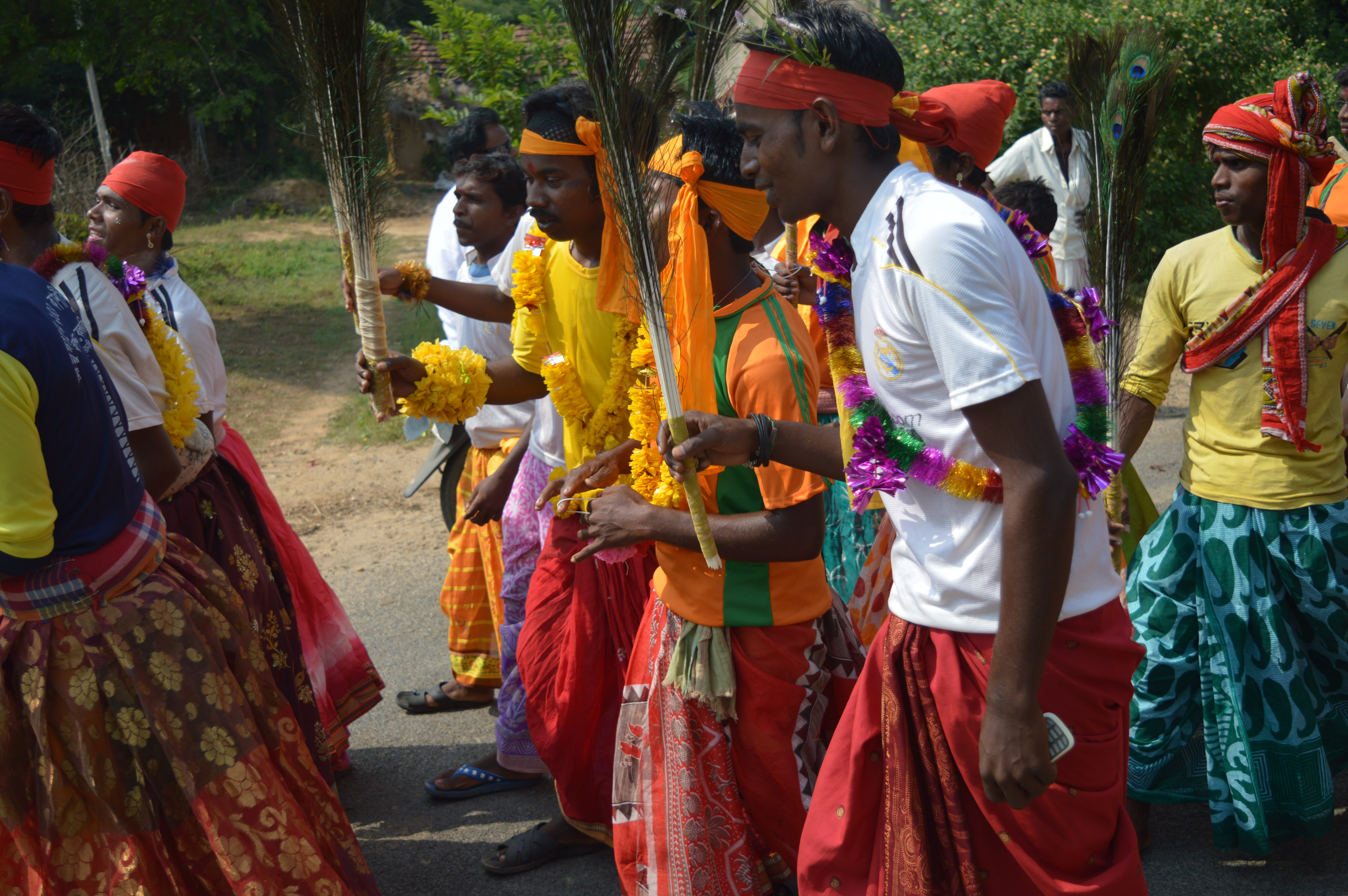
푸룰리아 지역 거리의 다사이 춤

케르왈 산탈족 사람들은 콜라리아족 드라비다족 아수라 부족 공동체가 마히샤수라를 그들의 신인 후두르 두르가로 숭배하며, 대조적으로 그들은 힌두 여신 두르가를 악당으로 간주한다. 후두르라는 단어는 번개를 의미하고 두르가라는 단어는 수호자를 의미한다. 이 단어들의 결합된 의미는 번개처럼 강한 수호자이다. 인도 자르칸드주의 케르왈 산탈족과 아수라 부족에 따르면, 후두르 두르가는 그들의 천년 조상이었고, 차이참파라는 마을의 왕이었다. 그는 매우 강력한 왕이었다. 아리아인들은 인도에 온 후 그를 물리칠 수 없었다. 그러자 그들은 왕을 죽일 방법을 여러 가지로 생각하기 시작했다. 그들은 왕이 매우 여성 편애적이고 여성들이 그들의 사회에서 높이 평가받는다는 것을 알아냈다. 그래서 아리아인들은 왕을 암살하기 위해 아름다운 백인 여인을 스파이로 보냈고, 어떤 경우에는 그 여인이 매춘에 연루되었다. 아리아인들은 왕에게 결혼을 제안했고, 왕은 그 여인의 모습에 감탄하여 결혼에 동의했다. 왕은 결혼 후 7일 동안 그 여인과 밤을 보냈고, 7일째 되는 날 여인은 왕을 죽였다. 왕의 죽음 소식을 들은 아리아인들은 왕국을 차지하기 위해 왕국을 침략했고, 왕국의 남자들은 스승의 조언에 따라 사라스바티 강에서 목욕하고 여자로 변장하여 왕국을 탈출하여 다사이 춤을 추었다. 산탈족은 아리아인들이 그 사건의 여인을 여신 두르가로, 왕을 마히샤수라로 그들의 경전에 과장하여 묘사했으며, 그들의 왕 후두르 두르가의 이름이 잘못 여인의 이름으로 언급되었다고 주장한다. 두르가 푸자 기간 동안 그들은 두르가를 숭배하지 않고 마히샤수라를 숭배하며, 길에서 다사이 춤을 추며 여인들을 애도한다. 그리고 많은 주장에 따르면, 그 여인이 기녀였기 때문에 힌두교도들은 두르가 푸자에서 두르가 우상을 만들 때 소변, 갠지스 강물, 쇠똥과 함께 매춘업소의 흙 (네 가지 G: 고무트라, 고바르, 강가잘 또는 가니칼라야(매춘업소)의 흙)을 사용한다.

## 갤러리

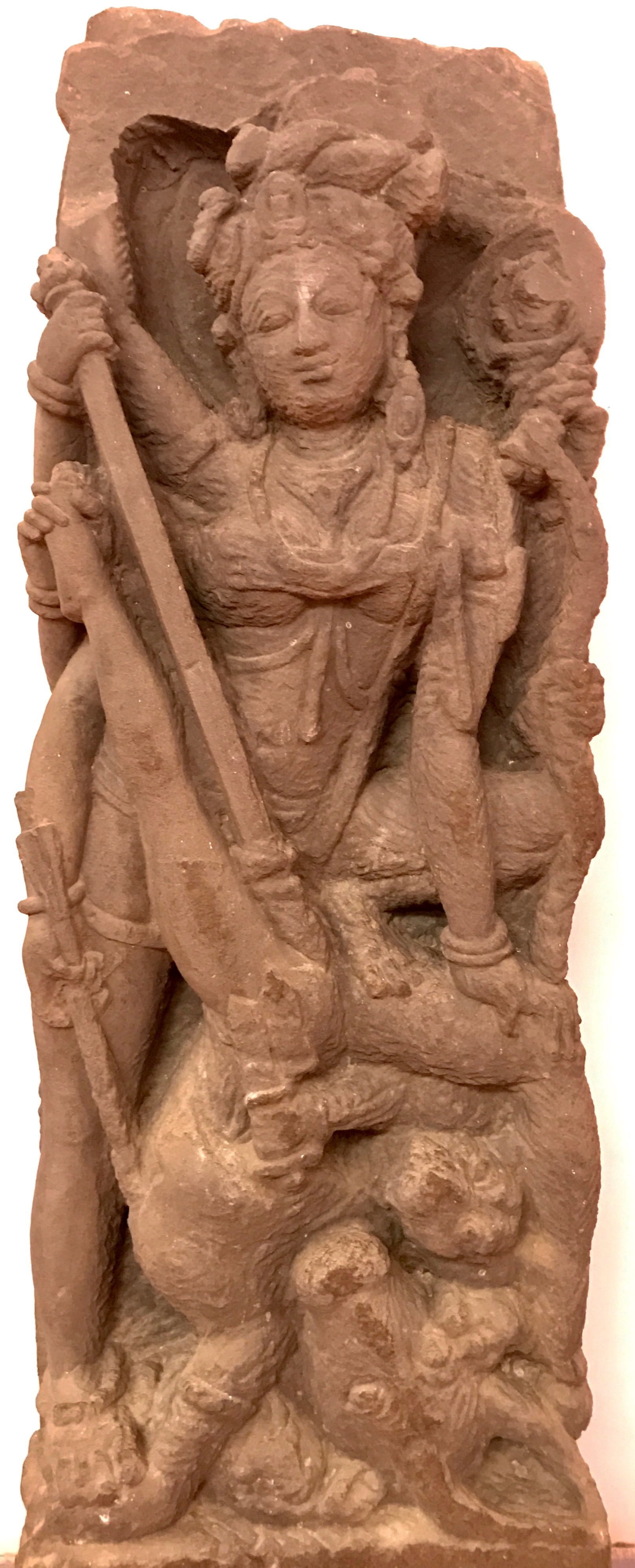
9세기 시르푸르 사원, 차티스가르의 마히샤수라를 죽이는 두르가.
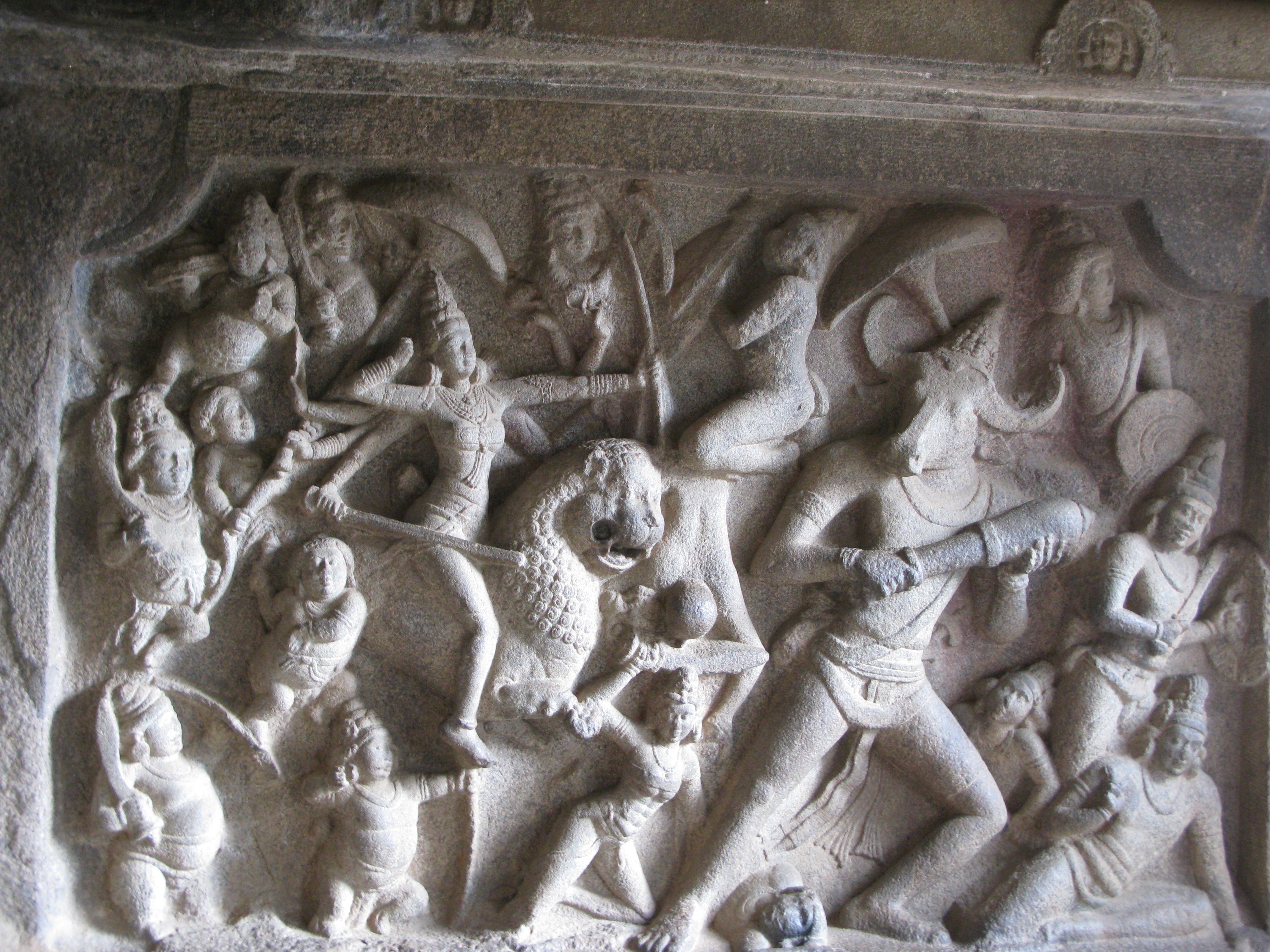
마하발리푸람 동굴 사원의 버팔로 머리 마히샤수라
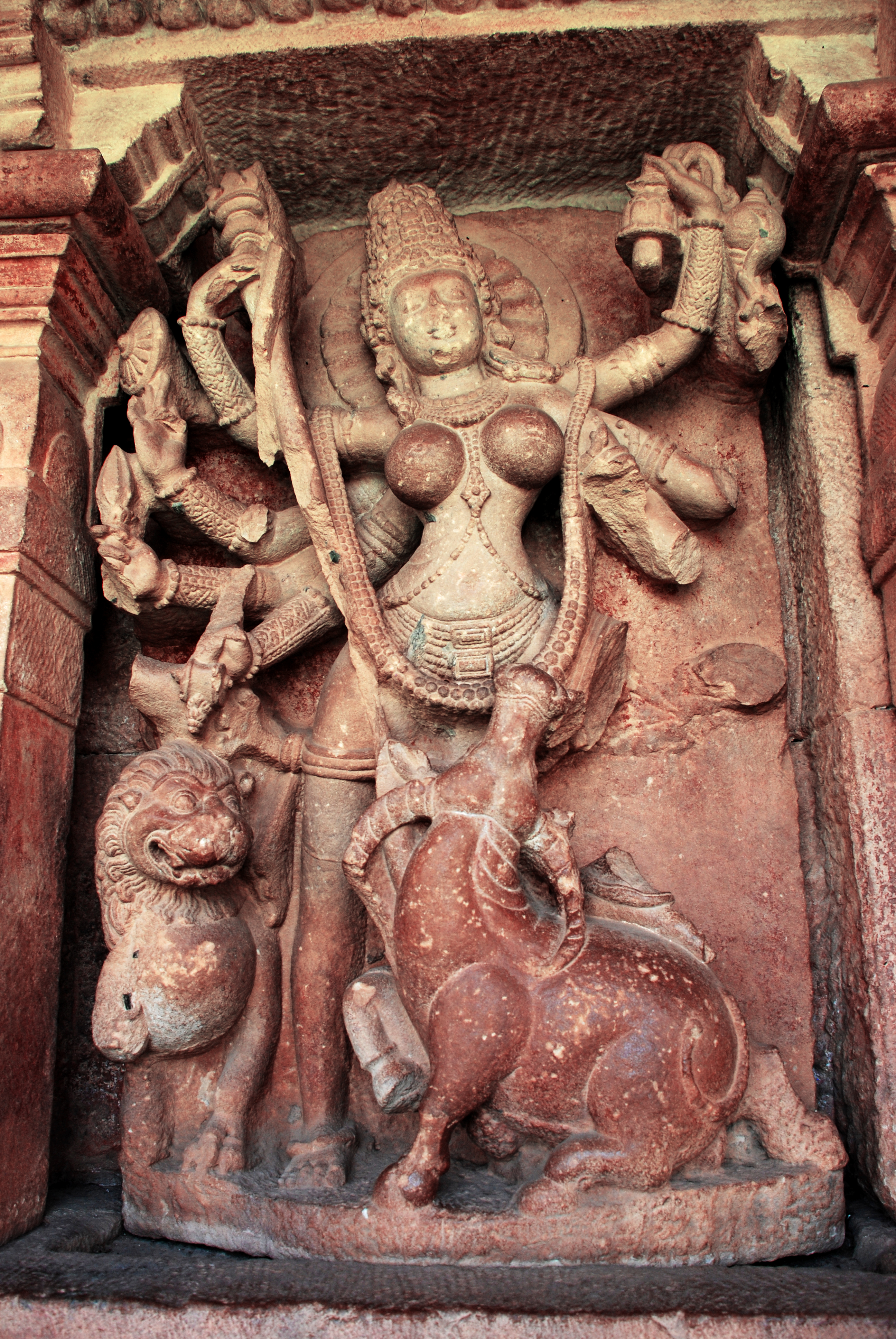
아이홀레 사원의 두르가 발 아래 마히샤수라
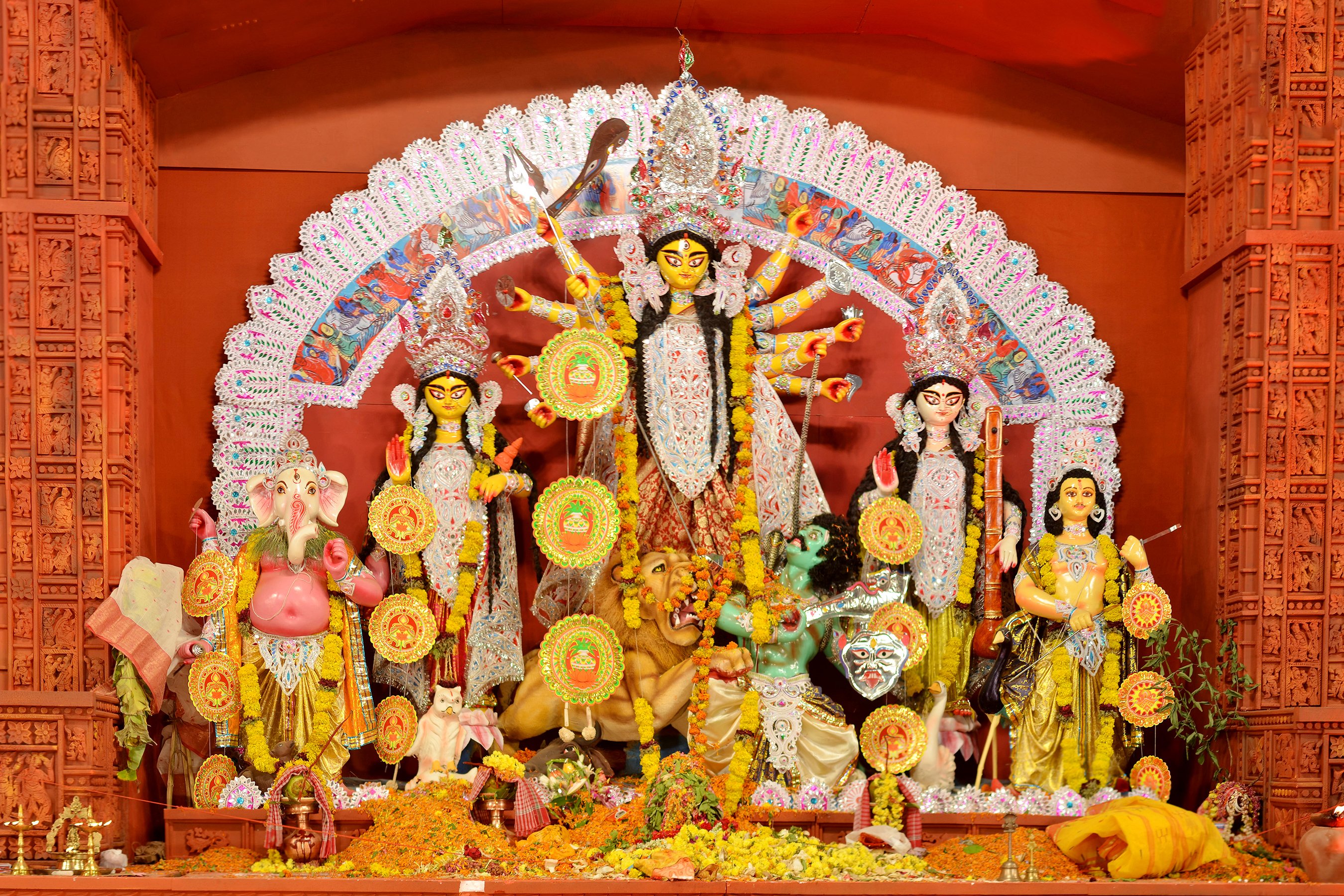
두르가 푸자 동안 마히샤수라마르디니의 형태로 숭배되는 두르가. 락슈미와 가네샤가 왼쪽에, 사라스바티와 카르티케야가 오른쪽에 있다.
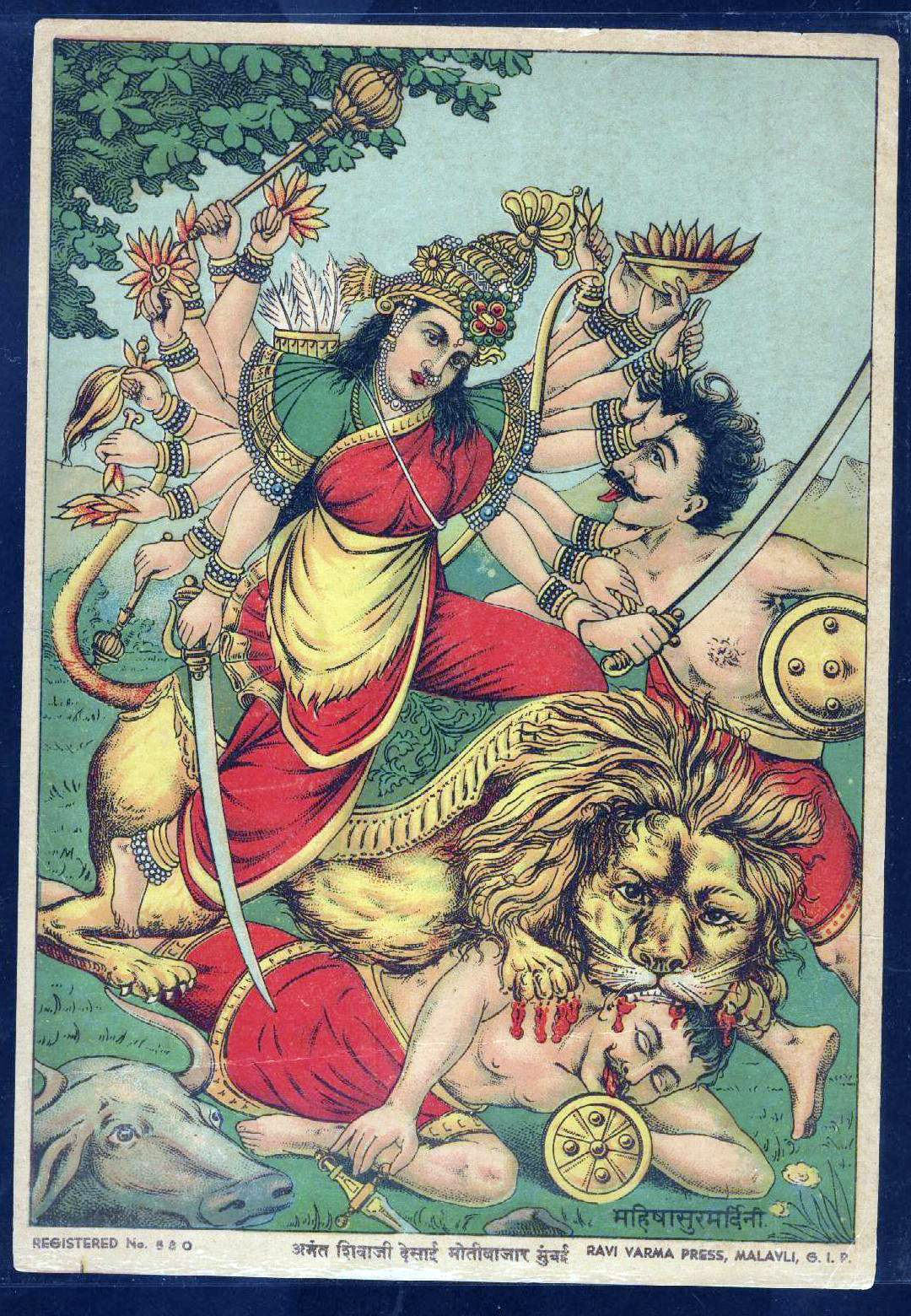
두르가 "마히샤수라마르디니", 버팔로 악마의 살인자; 라비 바르마 출판사, c.1910년대
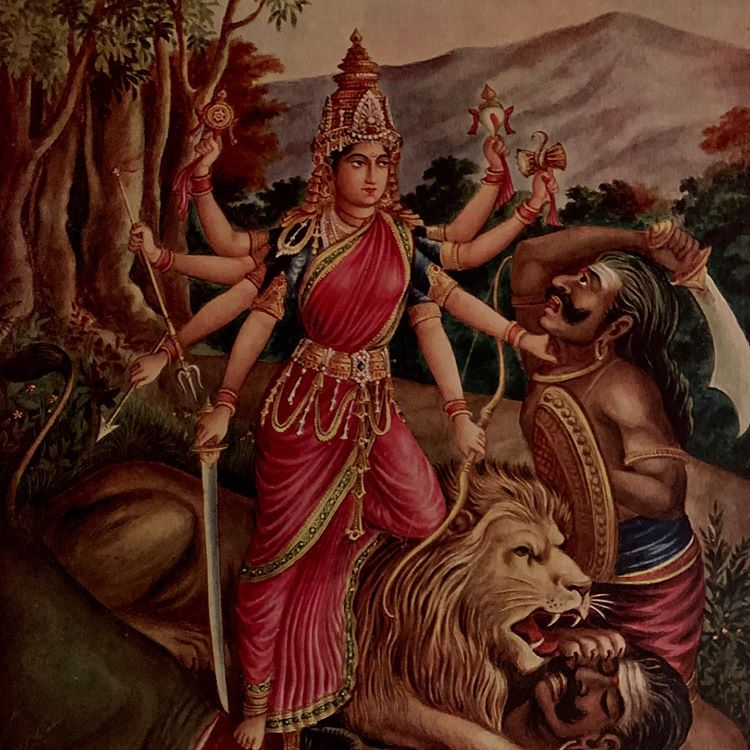
초기 1900년대 인쇄물 여신 두르가 – 두르가는 힌두 판테온에서 사자를 타고 여러 팔을 가진 여신으로 묘사되며, 각 팔에는 마히샤수라 또는 버팔로 악마를 물리치기 위한 무기를 들고 있다.

## 같이 보기
- 락타비자
- 숨바와 니숨바
- 람바 (아수라)
- 찬다와 문다

## 더 읽어보기
- 힌두 여신: 힌두 종교 전통에서 신성한 여성성의 비전, 데이비드 킨슬리 (ISBN 81-208-0379-5).
- 마히샤수라 마르디니 스토트람 (마히샤수라를 죽인 여신에게 바치는 기도), 스리 스리 스리 샹카라 바가바트파다차랴.
- McDaniel, June (2004). 《Offering Flowers, Feeding Skulls》. Oxford University Press. ISBN 978-0-19-534713-5.
- Pintchman, Tracy (2014). 《Seeking Mahadevi: Constructing the Identities of the Hindu Great Goddess》. State University of New York Press. ISBN 978-0-7914-9049-5.
- Pintchman, Tracy (2015). 《The Rise of the Goddess in the Hindu Tradition》. State University of New York Press. ISBN 978-1-4384-1618-2.
- Rocher, Ludo (1986). 《The Puranas》. Otto Harrassowitz Verlag. ISBN 978-3447025225.